# 稲垣拓哉
稲垣 拓哉（いながき たくや、11月5日 - ）は、日本の男性声優。東京都出身。大沢事務所所属。

## 人物
特技はバドミントン、歌。
2025年1月31日、同日付でオフィスPACを退所し、フリーで活動することが事務所の公式サイトで発表された。同年3月1日、大沢事務所へ移籍。

## 出演

### テレビアニメ
- ガンダム Gのレコンギスタ（2014年、士官）
- 残響のテロル（2014年、部下A）
- この男子、魔法がお仕事です。（2016年、黒瀬、同僚）
- ヴァイオレット・エヴァーガーデン（2018年、男性客、酒場の男性客、エイモン・スノウ、ドロッセル兵、ガルダリク兵 他）
- ルパン三世 PART5（2018年、若者B、軍人B）
- BANANA FISH（2018年、ジョージ・スコット）
- 機動戦士Gundam GQuuuuuuX（2025年、スレンダー[5]） - 2025年に劇場先行版が公開

### Webアニメ
- DEVILMAN crybaby（2018年、警察官B）

### ゲーム
- ニーア オートマタ（2017年）
- グランブルーファンタジー（2018年[6] - 2020年[7][8]）
- キングダム ハーツIII（2019年）
- ファイナルファンタジーVII リメイク（2020年）
- タクティクスオウガ リボーン（2022年）

### 吹き替え

#### 映画
- 愛と青春の旅だち ※VOD版
- ジャン＝クロード・ヴァン・ダム ファイナル・ブラッド（ドゥシャン〈クリス・ヴァン・ダム〉）
- 潜入者（エミール・アブレヴ〈ジョン・レグイザモ〉[9]）
- DOPE/ドープ!!（ジブ〈トニー・レヴォロリ〉）
- パイレーツ・オブ・カリビアン/最後の海賊（マーティ）
- ファスト・コンボイ（レダ）
- プーと大人になった僕
- ブリッジ・オブ・スパイ（オットーの秘書）
- フローラとユリシーズ（ミラー〈ダニー・プディ〉[10]）
- モンスターズ/新種襲来（カール・インケラール特攻兵）

#### ドラマ
- アガサ・クリスティー ABC殺人事件（クローム警部〈ルパート・グリント〉[11]）
- ウェット・ホット・アメリカン・サマー: キャンプ1日目（ビクター）
- FBI: 特別捜査班
- オレンジ・イズ・ニュー・ブラック（ベネット）
- 奇皇后（番組レギュラー）
- グッドワイフ
- glee/グリー（タッド）
- GOTHAM/ゴッサム（エドワード・ニグマ〈コーリー・マイケル・スミス〉）
- コナン・ザ・アドベンチャー
- 主任警部アラン・バンクス
- 清潭洞アリス（ソ・ホミン）
- ダウントン・アビー（トニー・ギリンガム）
- V（アンジェロ・ルッソ）
- THE BLACKLIST/ブラックリスト
- FRINGE/フリンジ
- ブレイキング・バッド
- REIGN/クイーン・メアリー（レイス・バヤール〈ジョナサン・ケルツ〉）
- 6人の女 ワケアリなわたしたち（ジョナタン〈バティスト・ルカプラン〉）
- 私はラブ・リーガル（ポール〈ジャスティン・ディーリー〉）

#### アニメ
- ドックはおもちゃドクター
- スーパーエージェント TUFFパピー（オリー）
- スーパーヒーロー・パンツマン
- ソーセージ・パーティー（ダーレン〈声：ポール・ラッド〉）
- ルーニー・テューンズ・ショー（キャンプ指導員）

### ボイスオーバー
- Moon Machines/宇宙開発：国際競争の歴史

### オーディオブック
- 永遠の0（寺西）